# Redemption (singel Gackta)
REDEMPTION – dwudziesty czwarty singel japońskiego artysty Gackta, wydany 25 stycznia 2006 roku. Oba utwory znajdują się na ścieżce dźwiękowej gry Dirge of Cerberus: Final Fantasy VII stworzonej przez Square Enix. Gackt zagrał też postać (Genesis), pojawia się na krótko podczas opcjonalnego zakończenia gry. Limitowana edycja singla została opublikowana dodatkowo z płytą DVD z teledyskami do utworu tytułowego: jeden, w którym wystąpił artysta, drugi złożony z materiału z gry. Singel osiągnął 3 pozycję w rankingu Oricon i pozostał na listach przebojów przez 12 tygodni. Sprzedano 124 955 egzemplarzy.

## Lista utworów
Wszystkie utwory zostały napisane i skomponowane przez Gackt C.
| Nr | Tytuł                       | Aranżacja           | Czas |
| -- | --------------------------- | ------------------- | ---- |
| 1. | "REDEMPTION"                | Gackt.C, Chachamaru | 3:59 |
| 2. | "LONGING"                   | Gackt.C, Chachamaru | 3:57 |
| 3. | "REDEMPTION" (instrumental) | Gackt.C, Chachamaru | 3:58 |
| 4. | "LONGING" (instrumental)    | Gackt.C, Chachamaru | 3:58 |

Limitowana edycja DVD
- Teledysk do utworu REDEMPTION.